# Leslie Copus Peltier
Leslie Copus Peltier (* 2. Januar 1900 in Delphos, Ohio; † 10. Mai 1980) war ein US-amerikanischer Astronom.
Beruflich war er Designer für Kinderspielzeug und Kindermöbel in Delphos, war darüber hinaus aber ein äußerst erfolgreicher Amateurastronom.
Sein Hauptinteresse galt der Beobachtung veränderlicher Sterne. So war er auch Mitglied der AAVSO (American Association of Variable Stars Oberservers), der auch heute noch namhafte Astronomen angehören. Außerdem hat er zwölf Kometen entdeckt, wovon zehn seinen Namen tragen, so z. B. C/1954 M2 (Kresák-Peltier). Der berühmte Astronom Harlow Shapley bezeichnete ihn einst als den „weltbesten Amateur-Astronomen“.
Bekannt geworden ist er auch durch seine Autobiographie Starlight Nights (ISBN 0-933346-94-8), in der er über seinen Beginn und die eigene Magie der Sternbeobachtung schreibt, auf einer Farm ohne Beeinträchtigung durch Licht.
Ihm zu Ehren hat man den Asteroiden (3850) Peltier nach ihm benannt. Außerdem vergibt die Astronomische Liga jährlich den Leslie Peltier Award.
| C/1925 V1 (Wilk-Peltier)                 | 14. November 1925 |
| C/1930 D1 (Peltier-Schwassmann-Wachmann) | 20. Februar 1930  |
| C/1932 P1 (Peltier-Whipple)              | 8. August 1932    |
| C/1933 D1 (Peltier)                      | 16. Februar 1933  |
| C/1936 K1 (Peltier)                      | 15. Mai 1936      |
| C/1939 B1 (Kozik-Peltier)                | 17. Januar 1939   |
| C/1943 W1 (van Gent-Peltier-Daimaca)     | 27. November 1943 |
| C/1945 W1 (Friend-Peltier)               | 22. November 1945 |
| C/1952 M1 (Peltier)                      | 20. Juni 1952     |
| C/1954 M2 (Kresak-Peltier)               | 29. Juni 1954     |